# 鶴市作戦
鶴市作戦（つるいちさくせん）は、2011年に計画された福島第一原子力発電所事故への対処を目的とする作戦。

## 概要
2011年3月11日に発生した東北地方太平洋沖地震により、東北地方を中心に大規模な震災が起こった。福島県双葉郡大熊町の東京電力福島第一原子力発電所では、この地震を端緒にした原子力事故が発生した。原子炉内で再臨界が発生すればさらに問題が深刻化することが予想されたため、ヘリコプターで原子炉にホウ酸を注入し再臨界を阻止する作戦が立案された。

## 作戦詳細
2011年3月11日の東北地方太平洋沖地震を端緒に発生した福島第一原子力発電所事故は、事態が日々深刻化していた。同年3月17日には、陸上自衛隊のヘリコプターが投入され、原子炉に対する放水が行われた。しかし、この対応とは別に、陸上自衛隊では、チェルノブイリ原子力発電所事故の対応を参考に、原子炉にホウ酸を注入して中性子を吸収させ再臨界を回避する方策の検討を進めた。
その結果、東京電力福島第一原子力発電所の原子炉に対し、陸上自衛隊のヘリコプターでホウ酸を直接投入する作戦が立案された。陸上自衛隊では、中央即応集団の隷下である第一ヘリコプター団に白羽の矢が立った。第一ヘリコプター団では、この作戦の実行に向けて極秘に訓練を何度も繰り返し、練度を高めていった。
しかし、原子力発電所の20メートル上空にヘリコプターを留まらせ、そこから重さ数トンに達するホウ酸を入れたバケットをゆっくりと下ろすという作戦内容であり、慎重さを要するとともにかなり難易度が高く危険をともなうオペレーションとなった。後年、陸上幕僚長だった火箱芳文は、このときの心境について「このままだと日本は福島で分断され、国は滅びる。（隊員に）犠牲は出るかもしれないが、やるしかないと」と述懐している。
なお、この作戦は結果的に実行はされなかった。

## 名称
「鶴市作戦」の名称は、大分県中津市に鎮座する八幡鶴市神社の故事に因んでいる。神社の縁起によれば、山国川に堰を築く際、お鶴と市太郎の母子が人柱になり、水害に苦しむ地域を救ったと伝えられている。陸上幕僚長の火箱芳文は、幼いころ遠足で八幡鶴市神社を訪れたことがあり、そのときのことを周囲の自衛官らに話していたという。